# 馬來語維基百科
馬來語維基百科是維基百科協作計劃的馬來語版本，由非營利組織──維基媒體基金會維持負責。目前是各語言維基百科計劃中，規模排名第37（依條目量計算）的維基百科。計劃開始於2001年，至2009年12月已有超過55683個條目。

## 外部連結
- 馬來語維基百科 （页面存档备份，存于）